# Diaporama (album)
Diaporama – album polskiego rapera i producenta muzycznego O.S.T.R.-a. Płyta ukazała się 12 kwietnia 2023 roku nakładem wytwórni muzycznej Asfalt Records.
Materiał został wyprodukowany przez O.S.T.R.-a, z wyjątkiem jednego utworu, za który odpowiada brytyjski producent Carns Hill. Miksowanie i mastering wykonał DJ Haem. Gościnnie w nagraniach wzięli udział: LUCK7, Sarius, Youngs Teflon, Tara Mills, Ross Belly, Eliasz, Gibbs, zespół Mor W.A., Green. Gość pod pseudonimem Młody O to O.S.T.R., rapujący zmienionym głosem zwrotkę w utworze „Miejska ślepota 2”. Jest to nawiązanie do utworu „Miejska ślepota” z albumu Tabasko.
Standardowa wersja płyty zawiera 19 utworów, wersja Deluxe 24 utwory. 19 maja 2023 ukazało się wydanie na dwóch płytach winylowych, zawierających 24 utwory.
Recenzent portalu Popkulturowcy ocenił album na 7,5/10.
Album zadebiutował na pierwszym miejscu listy OLiS i na pierwszym miejscu listy OLiS Winyl.

## Lista utworów
| Nr  | Tytuł utworu                                                |       | Długość |
| --- | ----------------------------------------------------------- | ----- | ------- |
| 1.  | „o0o”                                                       |       | 1:32    |
| 2.  | „W chmurach”                                                |       | 3:01    |
| 3.  | „Stevie Wonder” (gościnnie LUCK7)                           |       | 3:47    |
| 4.  | „Wszystkiego najlepszego” (gościnnie Sarius)                |       | 3:00    |
| 5.  | „Cristal”                                                   |       | 3:39    |
| 6.  | „Flam”                                                      |       | 3:32    |
| 7.  | „Nic więcej”                                                |       | 3:28    |
| 8.  | „Miejska ślepota 2” (gościnnie Młody O)                     |       | 3:12    |
| 9.  | „Caishen” (gościnnie Youngs Teflon, Tara Mills, Ross Belly) |       | 4:09    |
| 10. | „UNC Blue”                                                  |       | 3:22    |
| 11. | „Miłość z urzędu”                                           |       | 2:59    |
| 12. | „999”                                                       |       | 3:15    |
| 13. | „W.P.R.” (gościnnie Eliasz)                                 |       | 3:20    |
| 14. | „Lemon” (gościnnie Gibbs)                                   | [ a ] | 3:08    |
| 15. | „Ej”                                                        |       | 2:05    |
| 16. | „Mental Clash”                                              |       | 3:35    |
| 17. | „I ch..”                                                    |       | 3:53    |
| 18. | „Travis”                                                    |       | 3:33    |
| 19. | „Mi Casa”                                                   |       | 4:51    |
|     |                                                             |       | 1:03:21 |

| Wersja Deluxe | Wersja Deluxe                                               | Wersja Deluxe |
| Nr            | Tytuł utworu                                                | Długość       |
| ------------- | ----------------------------------------------------------- | ------------- |
| 1.            | „o0o”                                                       | 1:32          |
| 2.            | „W chmurach”                                                | 3:01          |
| 3.            | „Stevie Wonder” (gościnnie LUCK7)                           | 3:47          |
| 4.            | „Wszystkiego najlepszego” (gościnnie Sarius)                | 3:00          |
| 5.            | „Cristal”                                                   | 3:39          |
| 6.            | „Flam”                                                      | 3:32          |
| 7.            | „Nic więcej”                                                | 3:28          |
| 8.            | „Miejska ślepota 2” (gościnnie Młody O)                     | 3:12          |
| 9.            | „Caishen” (gościnnie Youngs Teflon, Tara Mills, Ross Belly) | 4:09          |
| 10.           | „UNC Blue”                                                  | 3:22          |
| 11.           | „Miłość z urzędu”                                           | 2:59          |
| 12.           | „999”                                                       | 3:15          |
| 13.           | „W.P.R.” (gościnnie Eliasz)                                 | 3:20          |
| 14.           | „Lemon” (gościnnie Gibbs)                                   | 3:08          |
| 15.           | „Ej”                                                        | 2:05          |
| 16.           | „Mental Clash”                                              | 3:35          |
| 17.           | „I ch..”                                                    | 3:53          |
| 18.           | „Travis”                                                    | 3:33          |
| 19.           | „Mi Casa”                                                   | 4:51          |
| 20.           | „Blue Screen Zombies” (gościnnie Mor W.A.)                  | 2:53          |
| 21.           | „Sec”                                                       | 3:18          |
| 22.           | „5tki” (gościnnie Green)                                    | 2:47          |
| 23.           | „Error”                                                     | 3:15          |
| 24.           | „Nie znaczę nic”                                            | 3:37          |
|               |                                                             | 1:19:11       |

Źródło:

## Single
1. „FLAM” – 16 marca 2023[12]
2. „Lemon” (gościnnie: Gibbs) – 7 kwietnia 2023[13]
3. „Cristal” – 12 kwietnia 2023[14]
4. „Mental Clash” – 23 czerwca 2023[15]
5. „Wszystkiego najlepszego” (gościnnie: Sarius) – 9 sierpnia 2023[16]